# Idina Menzel
Idina Menzel (rođena kao Idina Kim Mentzel, 30. svibnja 1971.) američka je glumica i pjevačica. Posebno je ostala zapažena po ulozi Maureen Johnson u Broadwayskom mjuziklu Najamnina, a istu ulogu u filmskoj adaptaciji ponovila je 2005. godine. Za svoju izvedbu u Najamnini, Idina je 1996. godine bila nominirana za nagradu Tony. Za ulogu u mjuziklu Elphabe u mjuziklu Wicked 2004. godine osvojila je nagradu Tony za najbolju glavnu glumicu. Menzel se na Broadway profesionalno vratila 2014. godine glumeći u mjuziklu If/Then te je i za tu ulogu bila nominirana za najbolju glavnu glumicu u mjuziklu. Tada je osvojila nagradu za povratnicu godine na dodjeli Billboard Music nagrada iste godine.
Menzel je također poznata i po ulozi Shelby Corcoran u televizijskoj seriji Glee. Tom se ulogom Menzel probila u sam vrh, a to potvrđuje i još veći broj televizijskih uloga. To uključuuje jednu od glavnih uloga u filmu Začarana iz 2007. godine, baš kao i gas Else u Oscarom nagrađenom animiranom filmu Snježno kraljevstvo. Njezin album Holiday Wishes iz 2014. godine šesti je na listi albuma na američkoj ljestvici Billboard 200. Uz to je jedina osvajačica nagrade Tony koja je ušla među 10 najboljih.

## Privatni život
Udala se za glumca Tayea Diggsa 11. siječnja 2003. godine. Upoznali su se tijekom produkcije mjuzikla Najamnina, u kojem je Diggs tumačio ulogu Benjamina III. Zajedno imaju sina Walkera Nathaniela Diggsa, rođenog 2. rujna 2009. Godine 2013. u javnost je stigla vijest da se Menzel i Diggs rastaju nakon deset godina braka. Njihova rastava bila je konačna 3. prosinca 2014.
Idina Menzel sebe smatra feministicom, a jednom je prigodom rekla: "Volim glumiti sve snažne žene. Ali one nisu samo snažne — one su duboko ranjive žene koje bi trebale putovati kako bi iskoristile svoju moć."

## Vanjske poveznice
- Idina Menzel u internetskoj bazi filmova IMDb-u (engl.)